# Махлуф, Рами
Рами Махлуф (араб. رامي مخلوف‎, 10 июля 1969 года) — один из наиболее влиятельных сирийских бизнесменов, двоюродный брат бывшего президента Сирии Башара аль-Асада.

## Биография
Происходит из алавитской семьи Махлуф, принадлежащей к племени Хаддадин. Его тётка (сестра отца) — Аниса Махлуф, была женой Хафеза Асада. После его прихода к власти в Сирии в 1970 году, семья Махлуф получила значительные привилегии. Отец Рами Махлуфа Мухаммад Махлуф нажил себе состояние, работая как в сфере управления в государственных компаниях, так и в частном секторе . Дядя Рами Махлуфа Аднан Махлуф в течение долгого времени командовал Президентской гвардией. Рами Махлуф женат на уроженке провинции Даръа суннитке по вероисповеданию.

## Деловая активность
Рами Махлуф является владельцем и председателем совета директоров крупнейшего сирийского сотового оператора (до 55 % рынка) — компании «SyriaTel». Также считается [кем?], что Махлуф контролирует импорт в Сирию табачной продукции и автомобилей класса «люкс», свободные торговые зоны и магазины беспошлинной торговли. Рами Мухлуф является учредителем, владельцем акций и вице-председателем крупнейшего в Сирии частного холдинга «Cham Holding». Дочерние структуры этого холдинга имеют интересы в самых разных сферах: «BENA» ведёт дела в гостиничном бизнесе и девелопменте; Cham Capital Group — в финансовом, банковском и страховом секторах; SANA — в энергетике. В холдинг входит авиакомпания «Pearl Airlines». Согласно некоторым оценкам, Махлуф так или иначе контролирует до 60 % экономики страны.
Махлуф также ведёт свой бизнес через другие крупные компании, такие как Ramak (в основном, строительство) и Drex Technologies. Интересы Махлуфа в банковском секторе выходят за пределы Cham Capital Group: он является инвестором целого ряда частных банков, работающих в Сирии: International Islamic Bank of Syria, Byblos Bank, Al Baraka Bank, International Bank of Qatar, Cham Bank, Bank of Jordan in Syria. Как и его отец, Рами Махлуф проявляет активность в нефтяном секторе (через компанию Gulfsands). Он также контролирует ежедневную газету «аль-Ватан» и радиостанцию «Нинар». Общее состояние Махлуфа оценивается в 6 млрд долларов.

## Неоднозначные аспекты деятельности
В адрес Рами Махлуфа часто звучат обвинения в коррупции и нечестном ведении бизнеса. Многие утверждают, что ни одна иностранная компания не может вести бизнес в Сирии без согласия Махлуфа. Известна история с египетской компанией Orascom Telecom, которая наряду с Махлуфом была основателем компании «Syriatel», но затем была вынуждена уступить свой пакет акций (25 %) Махлуфу. Считается, что один из членов сирийского парламента Риад Сейф был заключён в тюрьму за критику действий Махлуфа.
В 2008 году казначейство США запретило любым американским фирмам и юридическим лицам вести любые дела с Рами Махлуфом, а также заморозило все его американские активы. Бывший вице-президент Сирии Абдель Халим Хаддам в 2009 году заявил, что «сирийское правительство превращает коррупцию в институт», главой которого он назвал именно Рами Махлуфа.
Во время акций протеста в Сирии Рами Махлуф стал одной из главных мишеней демонстрантов.
23 мая 2011 года правительство ЕС наложило ряд санкций на Рами Махлуфа, обвинив его в «финансировании режима, допускающего насилие в отношении демонстрантов», а также назвало его «сообщником Махера аль-Асада», который в этом же документе был назван «главным осуществителем насилия».
В июне 2011 года он объявил о своём уходе из бизнеса и переключении на благотворительную деятельность.